# Stratégie territoriale de sécurité et de prévention de la délinquance
En France une Stratégie Territoriale de Sécurité et de Prévention de la Délinquance est un plan triennal fixant les objectifs de travail du Conseil Local de Sécurité et de Prévention de la Délinquance.
Élaborée dans le cadre du CLSPD et généralement sur la base d'un Diagnostic Local de Sécurité actualisé ou réalisé par la ville ou un prestataire extérieur comme le Cabinet Thémis. Elle est signée au moins par le maire, (le cas échéant le président de l’établissement public de coopération intercommunale EPCI), le préfet, le président du Conseil général et le procureur de la République. En fonction des objectifs, peut s'y adjoindre toute partie utile telle que l’Inspecteur d’Académie ou les bailleurs sociaux.

## Historique
Le décret n°78-246 du 28 février 1978 donne naissance à un Comité national et des Comités départementaux de prévention de la criminalité auxquels succèdent à partir de 1983 le Conseil national de prévention de la délinquance, les Conseils départementaux et les Conseils communaux ou intercommunaux de prévention de la délinquance (CCPD ou CCIPD) comme prévu par le décret par le décret n°83-459.
Dans le contexte de la Loi d'Orientation et de Programmation relative à la Sécurité (LOPS) de janvier 1995 que la circulaire du 28 octobre 1997 met en place les Contrats Locaux de Sécurité. Ces CLS remportent un certain succès puisqu'en juin 2006 le Ministère de l'Intérieur recensait 687 CLS signés dont 195 intercommunaux ainsi que 33 spécifiquement dédiés aux transports. En 2002, le décret n°2002-999, remplacé par la suite par le décret n°2007-1126, permet au communes et aux intercommunalités de mettre en place des Conseils Locaux/Intercommunaux de Sécurité et de Prévention de la Délinquance, instance censée mettre en application les dispositions du CLS.
En 2006 les CLS de première génération tombant en désuétude ont été rénovés par une circulaire en date du 4 décembre 2006 instaurant les CLS dits "de nouvelle génération". 
En 2009, les Contrats Locaux de Sécurité connaissant un certain essoufflement et jugés trop formels, il s'est avéré nécessaire de redynamiser le partenariat local en matière de sécurité et de prévention de la délinquance. Adopté le 2 octobre 2009 par le Comité interministériel de prévention de la délinquance sous la présidence du Premier ministre, le Plan national de prévention de la délinquance et d'aide aux victimes prévoit de « faire élaborer par chaque conseil local de sécurité et de prévention de la délinquance (C.L.S.P.D.) une stratégie territoriale de sécurité et de prévention de la délinquance ». Les STSPD sont prévues pour remplacer au moins l'ensemble des CLS.

## Cadre juridique
La circulaire NOR/INT9700174C du 28 octobre 1997 relative à la mise en œuvre des contrats locaux de sécurité porte création des contrats locaux de sécurité (CLS) appelés à constituer l’outil principal des politiques locales de prévention et de sécurité. Elle définit les grandes orientations de ces documents et les publics visés.
La circulaire NOR/INTK9900134C du 7 juin 1999 relative aux contrats locaux de sécurité complète la circulaire de 1997 et précise les orientations et les actions prioritaires afin d’améliorer l’opérationnalité de ces contrats.
La circulaire NOR/INTK0600110C du 4 décembre 2006 relative à la politique de prévention et à la préparation des contrats locaux de sécurité de nouvelle génération complète l’architecture locale de la prévention déjà réorganisée par le décret n° 2006-665 du 7 juin 2006 relatif à la réduction du nombre et à la simplification de la composition de diverses commissions administratives dont les articles 10, 11, 12 et 13 sont relatifs aux commissions de sécurité.
Cette même circulaire et le cahier des charges l’accompagnant stipulent notamment que la conclusion d’un CLS dans le cadre d’un Contrat urbain de cohésion sociale (CUCS) implique que le premier est nécessairement le volet « prévention et citoyenneté » du second.
Le décret du 23 juillet 2007 relatif au conseil local et au conseil intercommunal de sécurité et de prévention de la délinquance et au plan de prévention de la délinquance dans le département, précise que le plan de prévention de la délinquance dans le département fixe les priorités de l’État en matière de prévention de la délinquance, dans le respect des orientations nationales définies par le comité interministériel de prévention de la délinquance (CIPD). Ainsi, le plan de prévention de la délinquance dans le département constitue le cadre de référence de l’État pour sa participation aux contrats locaux de sécurité.
Plan national de prévention de la délinquance et d'aide aux victimes : 
Des stratégies territoriales qui se substituent à des dispositifs contractuels obsolètes : 2
Mesure 25 : Faire élaborer par chaque conseil local de sécurité et de prévention de la délinquance
(C.L.S.P.D.) une stratégie territoriale de sécurité et de prévention de la délinquance.
Mesure 26 : Inviter les maires à mettre en place des stratégies intercommunales de sécurité et de
prévention de la délinquance pour prendre en compte la réalité des bassins de délinquance et se doter
d’un dispositif d’évaluation.